# Halbturn
Halbturn (ungerska: Féltorony) är en ort och kommun i Österrike. Den ligger i distriktet Neusiedl am See i förbundslandet Burgenland, i den östra delen av landet, 60 km sydost om huvudstaden Wien. Kommunen gränsar i öster till Ungern.